# Серапия
Серапия (погибла в 119 году) — святая мученица Римская. Дни памяти — 29 июля и 3 сентября.
Святая Серапия (Serapia или Seraphia) была родом из Сирии. Она родилась в Антиохии в конце I века в христианской семье, которые, спасаясь от гонений императора Адриана, уехала в Италию и поселилась там. Когда её родители умерли, многие предлагали св. Серапии руку и сердце, но, решив посвятить себя только Богу, она продала все своё имущество и раздавали вырученные деньги бедным. Затем она продала себя в добровольное рабство, и поступил на службу к римской дворянке по имени Сабина. Набожность св. Серапии, её трудолюбие и благотворительность вскоре покорили сердце её госпожи, которая стала христианкой.
В царствование Адриана св. Серапии было велено поклониться богам Рима. Она отказалась и была предана на поругание двум мужчинам, которые пытались её изнасиловать, но она дала им отпор. Затем они попытались поджечь её факелами, но не смогли этого сделать. По приказу судьи Дерилла (Derillus) св. Серапию били палками, а затем обезглавили мечом. Её тело было погребено св. Сабиной в их семейном склепе возле Виндицианского поля (Vindician field). Память о её мученической кончине сохраняется по сей день. Её поминают особенно 3 сентября, в день, когда их общая могила со св. Сабиной была закончена, украшена и освящена как место молитвы.
Св. Серапию изображают держащей книгу. Иногда её изображают вместе со св. Сабиной.